# Siřejovice
Siřejovice (deutsch Schirschowitz) ist eine Gemeinde in Tschechien. Sie liegt fünf Kilometer südöstlich von Lovosice an der Autobahn D 8 und gehört zum Okres Litoměřice.

## Geographie
Das Dorf befindet sich auf der Dubina-Tafel, eines südlichen Ausläufers des Böhmischen Mittelgebirges oberhalb der Flussebene der Eger. Östlich erhebt sich der 245 m hohe Humenský vrch (Hahnberg), auch Kohoutov oder Humberk geheißen, vor dem die Autobahntrasse D8/Europastraße 55 vorbeiführt. Die nächste Abfahrt Lovosice-východ liegt anderthalb Kilometer gegen Nord. Unmittelbar an der Autobahn befinden sich auf einer bewaldeten Kuppe vor dem Humenský vrch die Reste des Jagdschlösschens Windsor. Durch Siřejovice führt die Staatsstraße 247 zwischen Radovesice und Lovosice.
Nachbarorte sind Lukavec im Nordosten, Keblice im Osten, Zadní Ves, Vrbičany und Káčov im Südosten, Úpohlavy im Südwesten, Želechovice im Westen sowie Čížkovice und Sulejovice im Nordwesten.

## Geschichte

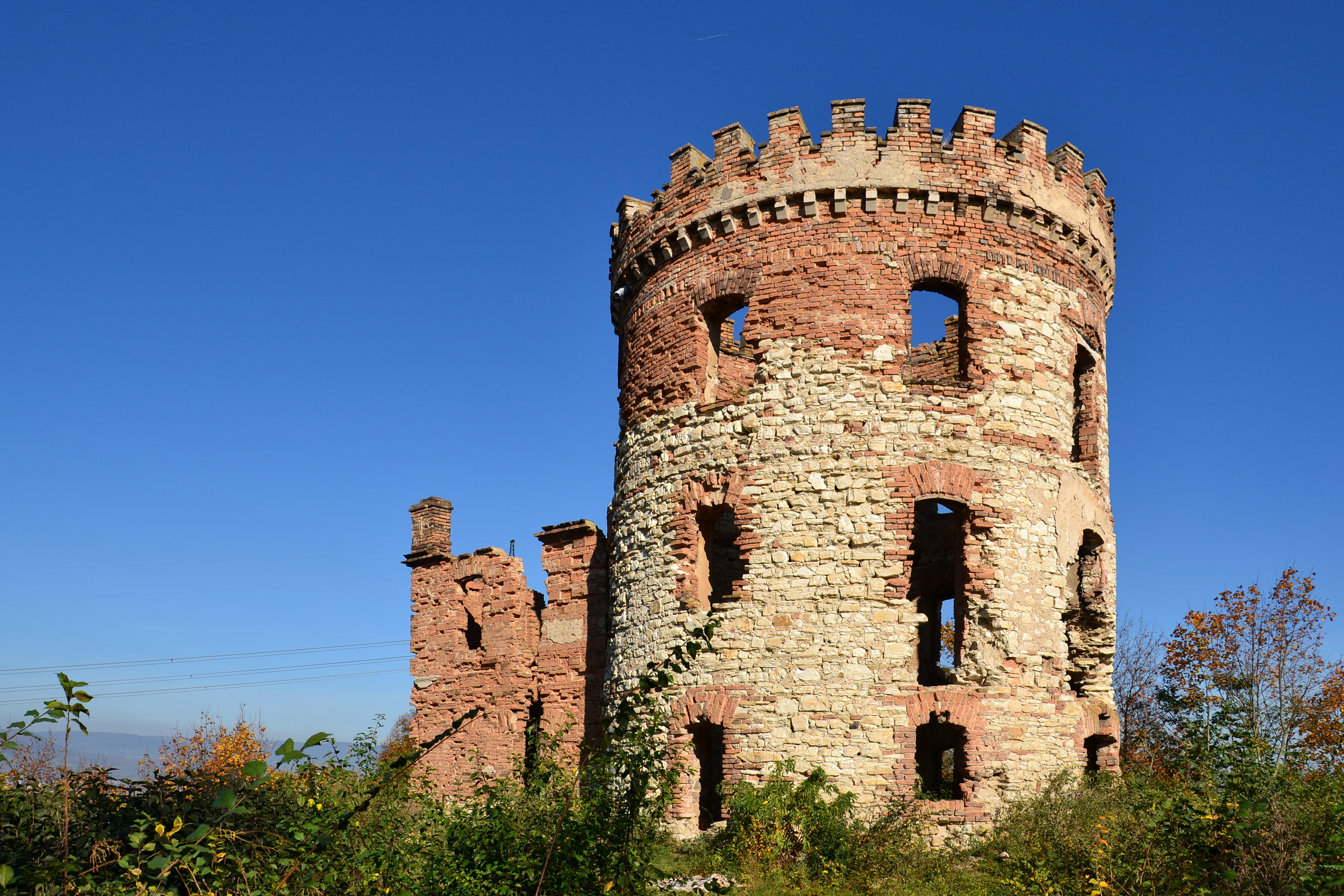
Windsor

Erstmals erwähnt wurde Skirewici 1227 in einer Urkunde des Klosters St. Georg zu Prag. Nachfolgende Besitzer waren im 14. Jahrhundert die Adelsfamilien Kaplirz und von Vchynice. Im Jahre 1400 verkaufte Ješkov von Vchynice das Dorf an Johann von Wartenberg, der den Kaufpreis schuldig blieb. Dadurch entstand eine langandauernde Fehde zwischen beiden Häusern. 1430 erhielt Johann Kaplirz de Sulewicz das Dorf von Kaiser Sihismund als Pfandlehn. Nach der Schlacht am Weißen Berg wurde Adam Kaplirz de Sulewicz das Lehn entzogen und Siřejovice 1623 an Wolf Illburg von Vřesovice verkauft. Danach wurde das Kloster St. Georg erneut Besitzer von Siřejovice und einen Anteil erwarb Sigismund Brozanský von Vřesovice. Seit 1833 ist die Existenz der Windmühle östlich des Dorfes belegt.
Nach der Aufhebung der Patrimonialherrschaften wurde Siřejovice 1848 zur selbständigen Gemeinde. Zu den nachfolgenden Besitzern der Güter gehörten u. a. Franz Preidl Edler von Hassenbrunn und Emanuel Karsch. 1870 verkaufte der Müller Kunze die Holländerwindmühle an die Gebrüder Tschinkel, die die Mühle zu einem neogotischen Lustschloss umbauen ließen, das den Namen Windsor erhielt. 1886 wurde das Schlösschen versteigert und blieb auch nach mehreren Besitzerwechseln unbewohnt. Im Ersten Weltkrieg zogen in das verwahrloste Gemäuer Landstreicher ein. Zwischen 1929 und 1930 wohnte noch ein Tonwarenhersteller auf Windsor und seither wurde das romantische und inzwischen zur Ruine verfallene und bewachsene Bauwerk von einer Reihe von Malern oder Touristen aufgesucht.
Im Zuge des Autobahnbaus wurde die ursprünglich an der alten Verbindungsstraße nach Teplitz und Dresden gestandene Strakover Kapelle auf den Humenský vrch umgesetzt.

## Ortsgliederung
Für die Gemeinde Siřejovice sind keine Ortsteile ausgewiesen.

## Sehenswürdigkeiten
- St. Bartholomäus, das seit 1384 nachweisbare Gotteshaus war von 1397 bis 1635 Pfarrkirche, in ihr befindet sich die Grablege der Kostialer Linie der Kaplirz de Sulewicz
- Ruine des Jagdschlösschens Windsor, wegen Einsturzgefahr nicht zugänglich
- Humenský vrch mit Strakover Kapelle von 1866, die an ein Gefecht zwischen österreichischen und preußischen Truppen erinnert